# ジョン・ロック
ジョン・ロック（英語: John Locke FRS、1632年8月29日 - 1704年10月28日）は、イギリスの哲学者。哲学者としては、イギリス経験論の父と呼ばれ、主著『人間悟性論』（『人間知性論』）において経験論的認識論を体系化した。また、「自由主義の父」とも呼ばれ、政治哲学者としての側面も非常に有名である。『統治二論（統治論二篇）』などにおける政治思想は名誉革命を理論的に正当化するものとなり、その中で示された社会契約や抵抗権についての考えはアメリカ独立宣言、フランス人権宣言に大きな影響を与えた。
著作の大部分は1687年から1693年の間に刊行されているが、明晰と精密、率直と的確がその特徴とされており、哲学においては、イギリス経験論の父であるだけでなく、政治学、法学においても、自然権論、社会契約の形成に、経済学においても、古典派経済学の形成に多大な影響力を与えた。

## 生涯
1632年8月29日、父ジョン・ロックと母アグネス・キーンの第一子として、サマセット州の小さな村リントンに生まれる。父はサマセット州の治安判事の事務弁護士兼書記として、治安判事で短期議会・長期議会の議員となったアレグザンダー・ポパムに仕えていた。
1646年にポパムの推薦でウェストミンスター校に入学し、1652年にオックスフォード大学のクライスト・チャーチに入学するも古典を学ぶことに疑問を持ち、ルネ・デカルトの著書に触れたことで哲学に関心を持つこととなった。1658年にはオックスフォード大学特別研究員となり、チャールズ2世のもとでスチュアート朝が復活した1660年には同大ギリシア語講師、1662年には同大修辞学講師をつとめた。1664年『自然法論』を執筆（未公刊）。1665年には外交官の秘書としてブランデンブルク選帝侯のいるクレーヴェに派遣された。
1666年にはオックスフォードにやってきたホイッグ党の領袖である初代シャフツベリ伯爵アントニー・アシュリー＝クーパーと知り合い、ロックの思想を気に入ったシャフツベリに以後愛顧を受けるようになった。1667年シャフツベリ伯爵の私設秘書官、主治医となる。同年にはオックスフォードを離れてロンドンに移住し、以後はシャフツベリ伯爵のブレーンとして利子率論争で自由放任を主張したり、王権に対する政治・信教の自由を論じたりした。1668年に『解剖学』、1669年『医術について』を執筆した。1668年11月26日には王立協会フェローに選出された。
1673年には通商植民地委員会の主事に就任し翌年までつとめるが、1673年シャフツベリは下野した。1675年から1679年にはフランスに旅行し、パリやモンペリエに滞在している。1680年ごろ、トーリー党の精神的支柱となるロバート・フィルマーの『家父長権論』が出版され、これに対する反論として『統治二論』を執筆する。1682年にシャフツベリが反逆罪に問われオランダに亡命したときはロックはイギリスにとどまったものの、王からの迫害を恐れ、翌1683年にはシャフツベリのいるオランダに亡命した。同年シャフツベリは死去したものの、ロックはユトレヒト、アムステルダム、ロッテルダムと転居しながら1689年まで亡命生活を続けた。
名誉革命が1688年に起きると翌1689年に帰国し、以後執筆活動を盛んにおこなった。帰国後2年間は、ロンドンの借家に住んでいたが、『人間悟性論』を出版した年の秋、健康が優れなくなり、エセックス州のハイ・レイヴァーにあるマシャム卿夫妻の館（オーツ邸）に移った。マシャム夫人は、ケンブリッジ・プラトニストのラルフ・カドワースの娘で幼い頃からのロックの知人であった。家族は夫妻とカドワースの未亡人と２人の子どもで、ロックは進んで子どもたちの家庭教師と家族の助言者を勤めた。1696年には、新設の貿易植民委員会の委員に任命され、毎日正確に会議に出席していた。ロックの代表作である『統治二論』（『市民政府二論』）および『人間悟性論』、さらには「A letter concerning toleration 寛容に関する書簡」は、帰国したその年、1689年に出版されたものである。特に統治二論は名誉革命後のイギリスの体制の理論的な支柱となった。1693年には『教育論』を出版している。1696年には通商植民地委員会の委員となり、1700年までその職にあった。1704年10月28日にオーツ邸で死去した。享年72。
彼の哲学は以後のホイッグの精神的支柱となり、18世紀前半のホイッグ長期政権を支えた。

## 思想的背景
1947年にオックスフォード大学のボードリアン図書館より「ラヴレイス・コレクション」が公開されたことが機縁となり今日までにロックに関する重要な資料が次々と公刊され、ロック研究の世界的な隆盛がもたらされたことにより、かぎられた資料に依拠してきた従来のロック像も今日では根本的な修正を強いられている。
その一つがロックを「神なしにすましうる」思想家とみなしてきた従来の世俗的なロック像を改め、「キリスト教思想家」としてのロック像であり、その思想の中核に宗教性をみないことは不当であると考えられるようになっている。

## 哲学
ロックの認識論によれば、われわれの心はいわば白紙(タブラ・ラーサ、羅：tabula rasa)として生得観念(innate ideas)を有していない。観念の起源はあくまでも経験であり、我々の側にあるのはせいぜいそれらを認識し、加工する能力だけである。そして、観念の起源は外的な感覚(sensation)と内的な反省(reflection)とに区分される。さらに、経験から得られたこれ以上分解できない「単純観念」からは「複雑観念」（様態・実態・関係）が複数の原子の結合から分子が作られるかのように形成され、我々の知識とは経験から得られた諸観念の結合と一致・不一致と背反の知覚であるとされた。
また、彼は物体の性質は外物に由来する客観的な「第一性質」(primary quality、固性・延長性・形状等)と、主観的な「第二性質」(secondary quality、色味香等)とに区分し、知られるのは後者のみであるとした。しかし、彼はそれですら完全には知りえないとした。即ち、我々はあくまで経験的、実験的に外的事物の観念を得る以上、既知の性質はそれによって判明したもののみであって、本来的にどれだけの性質がそのものに属しているかは分からず、全ての性質を遺漏なく知ることはできない。
このようにロックは経験主義を唱え、経験論の代表的人物の一人に数えられるが、彼は経験はあくまで観念の供給源でしかないとみなしており、その点では彼の哲学における経験の役割は限定的である。

## 政治学、法学
彼は、社会契約説によって、ロバート・フィルマーの家父長的な政治理論に基づく王権神授説を否定し、自然状態を「牧歌的・平和的状態」と捉えて、公権力に対して個人の優位を主張した。自然状態下（State of Nature)において、人は全て公平に、生命（life)、健康(health)、自由(liberty)、財産（所有- Possessions）の諸権利を有する。誰もが自由であり、誰もが他の者の諸権利に関与する権限はない。しかしそうなってしまうと、今度はこの自然状態が故に不都合が生じてしまう。たとえ犯罪が起きようと、誰もその犯罪者を逮捕、拘束できず、そして裁くこともできない。また、仮にある人間が判事を勤めても、近親者の犯した犯罪の場合、人間がいかに公正無私に判断を下せるか疑問を呈した。つまり、自然状態の不都合により、社会が混沌としてしまうとロックは考えたのである。そのためにロックは我々自身をこの不都合な自然状態から守るために、政府が必要だと考えた。政府は諸国民の「承認」によって設立されるとした。諸国民のこの三権を守るために存在し、この諸国民との契約によってのみ存在する。我々は我々の保有する各個の自然権を一部放棄することで、政府に社会の秩序を守るための力を与えたのである。言い換えれば、政府に我々の自然状態下における諸権利に対する介入を認めたのである。
政府が権力を行使するのは国民の信託 (trust) によるものであるとし、もし政府が国民の意向に反して生命、財産や自由を奪うことがあれば抵抗権をもって政府を変更することができると考えた。抵抗権の考え方はのちにヴァージニア権利章典に受け継がれていく。
その他にも政教分離を説くなど、現実主義的な考えを展開している。
ロックの権力分立論は、ハリントンの提唱した権力分立制を発展させたものであるが、社会契約論とも密接に結び付いている。国家は「始源的契約」（original compact）によって成立したものであるが、政府は、自然権を保障するため、人民の信託に基づき設立されたものであるから、社会契約には一定の「契約の条件」があり、自然権を保証するための手段として権力分立を採用しなければならないとしたのである。ロックは、立法権と行政権の分離を説き、対内的な立法権を執行権、対外的な行政権を外交権（連合権）と呼んだが、ロックの権力分立論は各権が平等でなく、立法権を有する国会が最高権を有するものとされ、名誉革命に基づく現実的な立憲君主制を擁護するための理論であった。
これがのちのモンテスキューによる三権分立論(司法権・立法権・行政権)にまで発展する。

## 経済学
労働価値説の源泉といわれるが、彼は当人が所有せる自らの身体より生ずる労働又者労働の混合によって自然の共有物が当人の所有と相なると言う、財産権についての論説を述べたに過ぎない。
彼は4パーセントへの利子の引き下げに就而、借りている商人はたった4パーセントの利子を喜んで支払うだろうと指摘しました。 しかし、貸し手は其分金額を失うので、借り手へのこの利益は国益または一般利益ではない。利子の強制的な引き下げはせいぜい再分配であるだけでなく、この措置は貯蓄と信用の供給を制限し、それによって経済を悪化させるだろうと、述べた。
1695年の大改鋳に対する論争では、ウィリアム・ラウンズの報告書に反論して、貨幣の軽量化は、購買力を下げることに繋がり、それにより一層多くの負債が弁済される事があるとしても、それは、人々の財産を理由も無く不当に人手に渡すことになる為、完全な詐欺である、と述べて居る。

## 著作
- 『人間悟性論』あるいは『人間知性論』（1690年、大槻春彦訳、岩波文庫 全4冊、1972-77年）
- 『統治二論』（『市民政府二論』1689年）（執筆は刊行より10年以上前といわれる）
  - 二部構成　後半に市民政府の起源、範囲および目的に関する小論（「市民政府論」鵜飼信成訳、岩波文庫、1968年）
- 『寛容に関する書簡』（1689年）
- 『知性の正しい導き方』（初出は1706年出版の『ジョン・ロック氏遺稿集』）

下川 潔訳、御茶の水書房、1999年
- 『教育に関する考察』あるいは『子どもの教育』（1693年初版、1705年第5版）

服部知文訳、岩波文庫、1967年。北本正章訳、原書房、2011年
- 『利子・貨幣論利子部』(Some Consideration of the consequences of the lowering of interest,and raising the value of money,London 1692. 底本reprint版Augustus M.Kelley1696第二版表題)

田中正司・竹本洋共訳、東京大学出版会、1978年

### 主な日本語訳（新版）
- 『ロック政治論集』マーク・ゴルディ編、山田園子・吉村伸夫訳、法政大学出版局「叢書・ウニベルシタス」、2007年
- 『全訳統治論』伊藤宏之訳、柏書房、1997年／改訂版・八朔社、2020年
- 『統治論』宮川透訳、中公クラシックス、2007年。元版「世界の名著 ロック」中央公論社
- 『統治二論 完訳』加藤節訳、岩波書店、2007年／岩波文庫、2010年
- 『市民政府論』角田安正訳、光文社古典新訳文庫、2011年
- 『知性の正しい導き方』下川潔訳、ちくま学芸文庫、2015年
- 『寛容についての手紙』加藤節・李静和訳、岩波文庫、2018年
- 『キリスト教の合理性』加藤節訳、岩波文庫、2019年
- 『寛容書簡』山田園子訳、京都大学学術出版会「近代社会思想コレクション」、2022年